# Iċ-Ċittadella
Iċ-Ċittadella este o arie protejată (arie specială de conservare — SAC, sit de importanță comunitară — SCI) din Malta întinsă pe o suprafață de 2,07 ha, integral pe uscat.

## Localizare
Centrul sitului Iċ-Ċittadella este situat la coordonatele 36°02′52″N 14°14′25″E / 36.0477°N 14.2402°E.

## Înființare
Situl Iċ-Ċittadella a fost declarat sit de importanță comunitară în aprilie 2004 pentru a proteja 1 specie de plante și 2 specii de animale. Situl a fost protejat și ca arie specială de conservare în decembrie 2016.

## Biodiversitate
Situată în ecoregiunea mediteraneană, aria protejată nu include niciun habitat protejat.
La baza desemnării sitului se află mai multe specii protejate:
- plante (1): Linaria pseudolaxiflora
- mamifere (2): liliac cu urechi de șoarece (Myotis blythii), liliacul mic cu potcoavă (Rhinolophus hipposideros)